# Вагенхаузен (Ајфел)
Вагенхаузен (њем. Wagenhausen) општина је у њемачкој савезној држави Рајна-Палатинат. Једно је од 92 општинска средишта округа Кохем-Цел. Према процјени из 2010. у општини је живјело 67 становника. Посједује регионалну шифру (AGS) 7135087.

## Географски и демографски подаци
Вагенхаузен се налази у савезној држави Рајна-Палатинат у округу Кохем-Цел. Општина се налази на надморској висини од 360 метара. Површина општине износи 1,8 km². У самом мјесту је, према процјени из 2010. године, живјело 67 становника. Просјечна густина становништва износи 37 становника/km².

## Међународна сарадња
| Мјесто | Држава    | Врста сарадње | Од    |
| ------ | --------- | ------------- | ----- |
|        | Француска | партнерство   | 1981. |
| Извор  |           |               |       |